# مارکو اسپولتینی
مارکو اسپولتینی (ایتالیایی: Marco Spoletini؛ زادهٔ ۱۳ آوریل ۱۹۶۴) یک تدوین‌گر اهل ایتالیا است.
او تدوین فیلم را از روبرتو پرپینانی آموخت. وی در سال ۲۰۰۳ میلادی برندهٔ روبان نقره‌ای و در سال ۲۰۰۹ برندهٔ جایزهٔ دیوید دی دوناتلو بابت فیلم گومورا شد.
از فیلم‌ها یا مجموعه‌های تلویزیونی که وی در آن‌ها نقش داشته است، می‌توان به نهار نیمه اوت، گورباچف و گومورا اشاره نمود.